# Arron Afflalo
Arron Afflalo (Los Angeles, 15 de outubro de 1985) é um jogador norte-americano de basquete profissional que atualmente joga pelo Sacramento Kings, disputando a National Basketball Association (NBA). Foi draftado em 2007 na primeira rodada pelo Detroit Pistons.